# Philippe Zarifian
 (septembre 2022).
Si vous disposez d'ouvrages ou d'articles de référence ou si vous connaissez des sites web de qualité traitant du thème abordé ici, merci de compléter l'article en donnant les références utiles à sa vérifiabilité et en les liant à la section « Notes et références ».
Pour les articles homonymes, voir Zarifian.
Philippe Zarifian est un sociologue français né le 6 juin 1947. Il est professeur à l'Université de Paris-Est Marne-la-Vallée dont il a créé et dirigé le département de sociologie.
Il est Directeur du Master « Management par les compétences et organisations » (MACOR) à l'Université de Paris-Est Marne-la-Vallée, directeur associé du cabinet Conseil et recherche et également membre du comité scientifique de la revue Education permanente.

## Parcours
Les travaux de Philippe Zarifian portent sur la sociologie générale (sociologie de la modernité), sur la mondialité, la sociologie du travail et la sociologie des modèles d'organisation en développant de nouveaux concepts tels que « événement », « communauté d'action », « sociologie du devenir », « modèle de la compétence », « communication intercompréhensive », « mondialité ».
Au-delà de la diversité des champs qu'il a explorés, l'unité de son œuvre tourne autour de la volonté de créer un nouveau type de sociologie, placée dans le prolongement de Georg Simmel en sociologie et de Henri Bergson en philosophie, et qu'il intitule "sociologie du devenir".

## La sociologie du devenir
Ce type de sociologie vise à inscrire le temps en tant que mutations incessantes, tendues entre le passé et l'avenir, mais se réalisant toujours au présent. Les événements marquants sont des moments forts de surgissement de ces mutations. Ils font se réunir la société toujours en train de se faire et se défaire et la trajectoire des sujets individuels, toujours en train d'exprimer le renforcement ou l'affaiblissement de leur puissance de pensée et d'action (le concept de "puissance" étant emprunté à Spinoza). Cette sociologie du devenir se démarque de la sociologie dominante, celle de la régulation. Elle en constitue, en creux, une critique radicale.

## Ouvrages
- Inflation et crise monétaire, éditions sociales, 1975.
- De la socialisation (en collaboration avec Christian Palloix), Maspéro, 1981.
- Le redéploiement industriel, Le Sycomore, 1983.
- La société post-économique (en collaboration avec Christian Palloix), L'Harmattan, 1989.
- La nouvelle productivité, L'Harmattan, 1995.
- Quels modèles d'organisation pour l'industrie européenne ?, L'Harmattan, 1993.
- Le travail et l'événement, L'Harmattan, 1995.
- Travail et communication. Essai sociologique sur le travail dans la grande entreprise industrielle, PUF, 1996.
- Éloge de la civilité. Critique du citoyen moderne, L'Harmattan, 1997.
- L'émergence d'un Peuple Monde, PUF, 1999.
- Objectif Compétence. Pour une nouvelle logique, Liaisons, 1999[2].
- Temps et modernité. Le temps comme enjeu du monde moderne, L'Harmattan, 2001.
- Le modèle de la compétence. Trajectoire historique, enjeux actuels et propositions, Liaisons, 2001[3],[4].
- avec Jean Gadrey, L'émergence d'un modèle du service : enjeux et réalités, Liaisons, 2002.
- À quoi sert le travail ?, La Dispute, 2003[5].
- L'échelle du monde. Globalisation, altermondialisme, mondialité, La Dispute, 2004 (présentation).
- Compétences et stratégies d'entreprise, Liaisons, 2005 (introduction).
- Le travail et la compétence : entre puissance et contrôle, PUF, 2009 présentation)
- La Question écologique, L'Harmattan, 2011
- Sociologie du devenir, L'Harmattan, 2012